# Revista da Sociedade Fênix Literária
A Revista da Sociedade Fênix Literária foi uma revista literária de influência positivista disseminada na época nas escolas militares que circulou no Rio de Janeiro de janeiro de 1878 à julho de 1879.
A comissão de redação do primeiro semestre de 1878 foi composta por Rodolfo Gustavo da Paixão, Urbano Duarte de Oliveira, Dantas Barreto, Licínio Cardoso e Pedro Ivo. Essa comissão foi substituída no segundo semestre por Antão Silvério, Lauro Sodré, Paulo Marques de Oliveira Filho e Urbano Duarte de Oliveira. No final do ano de 1878 foi eleita uma nova diretoria para servir no primeiro semestre de 1879, tendo como: José Faustino da Silva, Rodolfo Gustavo da Paixão, Tito Augusto Porto Carrero, Maurício Antônio Lemos Júnior, Luiz Barbedo, José da Silva e Oliveira e Felipe Schmidt.